# Rhopus caris
Rhopus caris är en stekelart som först beskrevs av Walker 1838.  Rhopus caris ingår i släktet Rhopus och familjen sköldlussteklar. Inga underarter finns listade i Catalogue of Life.